# Zheng Jie
Dit is een Chinese naam; de familienaam is Zheng.
Zheng Jie, Chinees: 郑洁 (Chengdu, 5 juli 1983) is een voormalig professioneel tennisspeelster uit China.

## Loopbaan
In 2005 won Zheng op het WTA-toernooi van Hobart zowel de enkelspel- als de dubbelspeltitel.
Samen met Yan Zi won Zheng het dubbelspel op het Australian Open en Wimbledon in 2006. Zij waren hiermee het eerste Chinese paar dat een dubbelspeltitel op een grandslamtoernooi won. Zij won in totaal 19 titels op de WTA-tour, vier in het enkelspel en vijftien in het dubbelspel.
In 2007 werd Zheng benoemd tot ambassadrice voor gendergelijkheid in de samenwerking tussen de WTA-tour en Unesco. In deze rol probeerde zij bewustheid voor dit onderwerp te kweken, zowel in eigen land als in de rest van de wereld – ook nam zij deel aan speciale programma's om gendergelijkheid te bevorderen.
Zheng was de eerste Chinese die ooit in de halve finale van een grandslamtoernooi in het enkelspel stond. Zij verloor in 2008 de halve finale van het Wimbledon-tennistoernooi van Serena Williams. Op de Olympische spelen van 2008 behaalde zij een bronzen medaille in het dubbelspel, samen met haar landgenote Yan Zi met wie zij het grootste gedeelte van haar carrière (tot en met 2009) samen speelde.
Eind 2015 beëindigde Zheng haar professionele tennisloopbaan.

## Speelstijl
Zheng was een ervaren speelster die voornamelijk opereerde vanaf de achterlijn. De kleine Chinese stond bekend om haar snelle loopwerk en krachtige slagen. Door haar bescheiden lengte was haar opslag matig, maar wel constant. Door haar uitgebreid verleden in het dubbelspel was ze sterk aan het net. Zheng speelde nogal wisselvallig – ze kon heel sterke wedstrijden afwisselen met wedstrijden vol fouten.

## Posities op deWTA-ranglijst
Positie per einde seizoen:
| jaar | rang enkelspel | rang dubbelspel |
| ---- | -------------- | --------------- |
| 2000 | 786            | 794             |
| 2001 | 457            | 283             |
| 2002 | 183            | 137             |
| 2003 | 94             | 74              |
| 2004 | 67             | 38              |
| 2005 | 44             | 30              |
| 2006 | 33             | 3               |
| 2007 | 163            | 21              |
| 2008 | 25             | 15              |
| 2009 | 36             | 24              |
| 2010 | 26             | 16              |
| 2011 | 48             | 20              |
| 2012 | 26             | 19              |
| 2013 | 52             | 17              |
| 2014 | 91             | 28              |
| 2015 | 949            | 34              |

## Palmares
| Legenda                | Legenda                  |
| ---------------------- | ------------------------ |
| Grandslamtoernooi      |                          |
| Olympische Spelen      |                          |
| Year-End Championships |                          |
| tot 2009               | 2009 – 2020 / vanaf 2021 |
| Tier I                 | Premier Mandatory        |
| Tier II                | Premier Five / WTA 1000  |
| Tier III               | Premier / WTA 500        |
| Tier IV & V            | International / WTA 250  |
|                        | Challenger / WTA 125     |

### WTA-finaleplaatsen enkelspel
| nr.              | finale     | toernooi      | ondergrond | tegenstandster         | score               |         |
| ---------------- | ---------- | ------------- | ---------- | ---------------------- | ------------------- | ------- |
| gewonnen finales |            |               |            |                        |                     |         |
| 1.               | 2005-01-14 | WTA Hobart    | hardcourt  | Gisela Dulko           | 6-2, 6-0            | details |
| 2.               | 2006-05-07 | WTA Estoril   | gravel     | Li Na                  | 6-7, 7-5, opg.      | details |
| 3.               | 2006-08-14 | WTA Stockholm | hardcourt  | Anastasija Myskina     | 6-4, 6-1            | details |
| 4.               | 2012-01-08 | WTA Auckland  | hardcourt  | Flavia Pennetta        | 2-6, 6-3, 2-0, opg. | details |
| verloren finales |            |               |            |                        |                     |         |
| 1.               | 2005-05-08 | WTA Rabat     | gravel     | Nuria Llagostera Vives | 4-6, 2-6            | details |
| 2.               | 2010-05-22 | WTA Warschau  | gravel     | Alexandra Dulgheru     | 3-6, 4-6            | details |
| 3.               | 2014-06-21 | WTA Rosmalen  | gras       | Coco Vandeweghe        | 2-6, 4-6            | details |

### WTA-finaleplaatsen vrouwendubbelspel
| nr.              | finale     | toernooi         | ondergrond | partner            | tegenstandsters                            | score            |         |
| ---------------- | ---------- | ---------------- | ---------- | ------------------ | ------------------------------------------ | ---------------- | ------- |
| gewonnen finales |            |                  |            |                    |                                            |                  |         |
| 1.               | 2005-01-14 | WTA Hobart       | hardcourt  | Yan Zi             | Anabel Medina Garrigues Dinara Safina      | 6-4, 7-5         | details |
| 2.               | 2005-02-12 | WTA Haiderabad   | hardcourt  | Yan Zi             | Li Ting Sun Tiantian                       | 6-4, 6-1         | details |
| 3.               | 2006-01-29 | Australian Open  | hardcourt  | Yan Zi             | Lisa Raymond Samantha Stosur               | 2-6, 7-6, 6-3    | details |
| 4.               | 2006-05-14 | WTA Berlijn      | gravel     | Yan Zi             | Jelena Dementjeva Flavia Pennetta          | 6-2, 6-3         | details |
| 5.               | 2006-05-21 | WTA Rabat        | gravel     | Yan Zi             | Ashley Harkleroad Bethanie Mattek          | 6-1, 6-3         | details |
| 6.               | 2006-06-24 | WTA Rosmalen     | gras       | Yan Zi             | Ana Ivanović Maria Kirilenko               | 3-6, 6-2, 6-2    | details |
| 7.               | 2006-07-09 | Wimbledon        | gras       | Yan Zi             | Virginia Ruano Pascual Paola Suárez        | 6-3, 3-6, 6-2    | details |
| 8.               | 2006-08-26 | WTA New Haven    | hardcourt  | Yan Zi             | Lisa Raymond Samantha Stosur               | 6-4, 6-2         | details |
| 9.               | 2007-04-15 | WTA Charleston   | gravel     | Yan Zi             | Peng Shuai Sun Tiantian                    | 7-5, 6-0         | details |
| 10.              | 2007-05-26 | WTA Straatsburg  | gravel     | Yan Zi             | Alicia Molik Sun Tiantian                  | 6-3, 6-4         | details |
| 11.              | 2008-01-11 | WTA Sydney       | hardcourt  | Yan Zi             | Tetjana Perebyjnis Tatjana Poetsjek        | 6-4, 7-6         | details |
| 12.              | 2010-02-28 | WTA Kuala Lumpur | hardcourt  | Chan Yung-jan      | Anastasia Rodionova Arina Rodionova        | 6-7, 6-2, [10-7] | details |
| 13.              | 2010-08-08 | WTA San Diego    | hardcourt  | Maria Kirilenko    | Lisa Raymond Rennae Stubbs                 | 6-4, 6-4         | details |
| 14.              | 2011-05-15 | WTA Rome         | gravel     | Peng Shuai         | Vania King Jaroslava Sjvedova              | 6-2, 6-3         | details |
| 15.              | 2013-08-24 | WTA New Haven    | hardcourt  | Sania Mirza        | Anabel Medina Garrigues Katarina Srebotnik | 6-3, 6-4         | details |
| verloren finales |            |                  |            |                    |                                            |                  |         |
| 1.               | 2003-06-15 | WTA Wenen        | gravel     | Yan Zi             | Li Ting Sun Tiantian                       | 3-6, 4-6         | details |
| 2.               | 2005-09-18 | WTA Bali         | hardcourt  | Yan Zi             | Anna-Lena Grönefeld Meghann Shaughnessy    | 3-6, 3-6         | details |
| 3.               | 2005-09-25 | WTA Peking       | hardcourt  | Yan Zi             | Nuria Llagostera Vives María Vento-Kabchi  | 2-6, 4-6         | details |
| 4.               | 2006-02-12 | WTA Pattaya      | hardcourt  | Yan Zi             | Li Ting Sun Tiantian                       | 6-3, 1-6, 6-7    | details |
| 5.               | 2006-08-13 | WTA Stockholm    | hardcourt  | Yan Zi             | Eva Birnerová Jarmila Gajdošová            | 6-0, 4-6, 2-6    | details |
| 6.               | 2008-01-05 | WTA Gold Coast   | hardcourt  | Yan Zi             | Dinara Safina Ágnes Szávay                 | 1-6, 2-6         | details |
| 7.               | 2008-03-01 | WTA Dubai        | hardcourt  | Yan Zi             | Cara Black Liezel Huber                    | 5-7, 2-6         | details |
| 8.               | 2008-03-22 | WTA Indian Wells | hardcourt  | Yan Zi             | Dinara Safina Jelena Vesnina               | 1-6, 6-1, [8-10] | details |
| 9.               | 2009-05-23 | WTA Warschau     | gravel     | Yan Zi             | Raquel Kops-Jones Bethanie Mattek-Sands    | 1-6, 1-6         | details |
| 10.              | 2010-08-01 | WTA Stanford     | hardcourt  | Chan Yung-jan      | Lindsay Davenport Liezel Huber             | 5-7, 7-6, [8-10] | details |
| 11.              | 2011-02-13 | WTA Pattaya      | hardcourt  | Sun Shengnan       | Sara Errani Roberta Vinci                  | 6-3, 3-6, [5-10] | details |
| 12.              | 2012-05-26 | WTA Brussel      | gravel     | Alicja Rosolska    | Bethanie Mattek-Sands Sania Mirza          | 3-6, 2-6         | details |
| 13.              | 2012-08-19 | WTA Cincinnati   | hardcourt  | Katarina Srebotnik | Andrea Hlaváčková Lucie Hradecká           | 1-6, 3-6         | details |
| 14.              | 2015-01-30 | Australian Open  | hardcourt  | Chan Yung-jan      | Bethanie Mattek-Sands Lucie Šafářová       | 4-6, 6-7         | details |
| 15.              | 2015-06-27 | WTA Eastbourne   | gras       | Chan Yung-jan      | Caroline Garcia Katarina Srebotnik         | 6-7, 2-6         | details |

## Resultaten grandslamtoernooien
| Legenda | Legenda                          |
| ------- | -------------------------------- |
| g.t.    | geen toernooi gehouden           |
| l.c.    | lagere categorie                 |
| –       | niet deelgenomen                 |
| G       | uitgeschakeld in de groepsfase   |
| 1R      | uitgeschakeld in de eerste ronde |
| 2R      | uitgeschakeld in de tweede ronde |
| 3R      | uitgeschakeld in de derde ronde  |
| 4R      | uitgeschakeld in de vierde ronde |
| KF      | uitgeschakeld in de kwartfinale  |
| HF      | uitgeschakeld in de halve finale |
| F       | de finale verloren               |
| W       | het toernooi gewonnen            |
| w-v     | winst/verlies-balans             |

### Enkelspel
| Toernooi        | 2004 | 2005 | 2006 | 2007 | 2008 | 2009 | 2010 | 2011 | 2012 | 2013 | 2014 | 2015 |
| --------------- | ---- | ---- | ---- | ---- | ---- | ---- | ---- | ---- | ---- | ---- | ---- | ---- |
| Australian Open | 1R   | 1R   | 1R   | 1R   | –    | 4R   | HF   | –    | 4R   | 3R   | 3R   | 1R   |
| Roland Garros   | 4R   | 1R   | 2R   | 1R   | 3R   | 2R   | 2R   | 2R   | 2R   | 3R   | 1R   | –    |
| Wimbledon       | 1R   | –    | 3R   | –    | HF   | 2R   | 2R   | 2R   | 3R   | 1R   | 2R   | –    |
| US Open         | 1R   | 2R   | 2R   | –    | 3R   | 3R   | 2R   | 2R   | 3R   | 3R   | 1R   | –    |

### Vrouwendubbelspel
| Toernooi        | 2003 | 2004 | 2005 | 2006 | 2007 | 2008 | 2009 | 2010 | 2011 | 2012 | 2013 | 2014 | 2015 |
| --------------- | ---- | ---- | ---- | ---- | ---- | ---- | ---- | ---- | ---- | ---- | ---- | ---- | ---- |
| Australian Open | –    | KF   | 1R   | W    | HF   | HF   | 3R   | 3R   | –    | 3R   | KF   | 1R   | F    |
| Roland Garros   | –    | 1R   | 3R   | HF   | 1R   | 3R   | KF   | 3R   | 2R   | 3R   | 3R   | 1R   | 3R   |
| Wimbledon       | –    | 3R   | –    | W    | –    | 3R   | 3R   | 1R   | KF   | 1R   | 3R   | HF   | 1R   |
| US Open         | 1R   | 2R   | KF   | KF   | –    | KF   | KF   | HF   | 1R   | 1R   | HF   | KF   | –    |

### Gemengd dubbelspel
| Australian Open | –  | 1R | –  | –  | –  | HF | –  |
| Roland Garros   | 2R | HF | 2R | –  | –  | 1R | HF |
| Wimbledon       | HF | –  | –  | KF | KF | 1R | 2R |
| US Open         | –  | –  | –  | 1R | –  | –  | –  |